# In Your House 12: It's Time
In Your House 12: It's Time è stato un evento prodotto dalla World Wrestling Federation. L'evento si svolse il 15 dicembre 1996 al West Palm Beach Auditorium di West Palm Beach, Florida.

## Risultati
| #            | Risultati                                                                     | Stipulazioni                                          | Durata |
| ------------ | ----------------------------------------------------------------------------- | ----------------------------------------------------- | ------ |
| Dark         | Brakkus ha sconfitto Dr. X                                                    | Single match                                          | N/A    |
| Free for All | Rocky Maivia ha sconfitto Salvatore Sincere (con Jim Cornette) per squalifica | Single match                                          | 06:01  |
| 1            | Flash Funk ha sconfitto Leif Cassidy                                          | Single match                                          | 10:34  |
| 2            | Owen Hart e The British Bulldog (c) hanno sconfitto Razor Ramon e Diesel      | Tag team match per i WWF Tag Team Championship        | 10:45  |
| 3            | Marc Mero (con Sable) ha sconfitto Hunter Hearst Helmsley (c) per count out   | Single match per il WWF Intercontinental Championship | 14:03  |
| 4            | The Undertaker ha sconfitto The Executioner (con Paul Bearer)                 | Armageddon Rules match                                | 11:31  |
| 5            | Sycho Sid (c) ha sconfitto Bret Hart                                          | Single match per il WWF Championship                  | 17:03  |
| Dark         | Steve Austin ha sconfitto Goldust                                             | Single match                                          | 11:04  |
| Dark         | Shawn Michaels ha sconfitto Mankind (con Paul Bearer)                         | Single match                                          | 15:33  |